# 刈谷警察署
刈谷警察署（かりやけいさつしょ）は、愛知県警察が管轄する警察署。

## 所在地
- 愛知県刈谷市寿町1-302

## 管轄区域
- 刈谷市

## 沿革
- 1948年（昭和23年） - 旧警察法制定により、(旧)安城警察署管内の現刈谷市域に自治体警察として刈谷町警察が発足する。刈谷町以外の他の町村は国家地方警察の碧海地区警察署の管轄。
- 1950年（昭和25年） - 刈谷町が市制施行して刈谷市となり、刈谷町警察が刈谷市警察に改称する。
- 1954年（昭和29年）7月1日 - 愛知県警察が発足し、刈谷市警察は愛知県刈谷警察署となる。
- 1961年（昭和36年） - 刈谷市寿町の現在地に移転[1]。

## 組織
- 警務課
  - 警務係
  - 住民サービス係
  - 留置管理係
- 会計課
  - 会計係
- 生活安全課
  - 生活安全(第一係・第二係)
  - 少年係
  - 保安(第一係・第二係)
- 地域課
  - 地域総務係
  - 地域(第一係～第三係)
- 刑事課
  - 刑事総務係
  - 強行係
  - 盗犯係
  - 鑑識係
  - 知能係
  - 暴力薬物係
- 交通課
  - 交通総務係
  - 指導取締係
  - 事故捜査係
- 警備課
  - 警備係

## 交番
（ ）の中は所在地
- 富士松交番（刈谷市東境町奥町屋5番地1）
- 富士松駅前交番（刈谷市今川町1017番地）
- 一ツ木交番（刈谷市一ツ木町4丁目37番地21）
- 刈谷駅前交番（刈谷市桜町1丁目10番地1）
- 東刈谷交番（刈谷市東刈谷町1丁目16番地10）
- 小垣江交番（刈谷市小垣江町下半ノ木41番地13）
- 広小路交番（刈谷市広小路3丁目504番地5）
- 高津波交番（刈谷市高津波町4丁目503番地）

## 駐在所
なし